# Nume
Nume (em latim: numen; pl. numina), na religião da Roma Antiga, é um termo latino definido de forma variada pelos autores latinos. Pela imprecisão do sentido, houve muito debate acerca do termo. W. W. Fowler e J. Frazer, apoiando H. J. Rose, H. Wagervoort e K. Latte, propuseram que seria a força divina impessoal, uma definição contestada por W. Pötscher e G. Dumézil, em especial em termos gramaticais. Segundo eles, até o começo da Era Comum, nume era construído com a forma genitiva do nome da divindade, razão pela qual se entendeu que significaria "o desejo expresso da divindade". Tal definição, ao que parece, foi a definida pelos gramáticos clássicos como Festo e Marco Terêncio Varrão.
O conceito de nume representava a ação dos mortais e imortais, e no caso dos deuses expressava seu desejo real e particular, que divergia de sua pessoa e seu gênio (capacidade de ação de um ser ou coisa no ato de sua constituição). Sob o Império Romano, também era aplicado ao imperador reinante, e excepcionalmente ao senado e povo, que era dotado como o governante com um poder de ação quase divino. O "nume do Augusto" ou "nume do imperador" (em latim: numen Augusti) recebeu culto próprio no começo da Era Comum e servia para indicar o poder excepcional do monarca e permitir a ele receber honras divinas ainda em vida. Mais adiante, nume foi definido como "parte integral do desejo particular da divindade", o que o fez sinônimo a própria divindade. Essa acepção, porém, nunca teve uso generalizado.